# Pulli järv
Pullijärv (est. Pullijärv) – jezioro w Estonii, w prowincji Võrumaa, w gminie Misso. Położone jest na zachodnim brzegu miasta Misso. Ma powierzchnię 63,1 ha, linię brzegową o długości 3214 m, długość 1150 m i szerokość 740 m. Sąsiaduje z jeziorami Hino, Immaku, Saarjärv, Palojärv, Selsi Suujärv. Jest 81 pod względem jeziorem Estonii.